# Carollia
Genre
Carollia est un genre de chauves-souris de la famille des Phyllostomidae.

## Liste des espèces
Selon GBIF (18 février 2024) :
- Carollia benkeithi Solari & Baker, 2006
- Carollia brevicaudum (Schinz, 1821) - Carollia à queue courte
- Carollia castanea H.Allen, 1890
- Carollia manu Pacheco, Solari & Velazco, 2004
- Carollia monohernandezi Muñoz, Cuartas & González, 2004
- Carollia perspicillata (Linnaeus, 1758)  - Fer-de-lance à lunettes
- Carollia sowelli Baker, Solari & Hoffmann, 2002
- Carollia subrufa (Hahn, 1905)

## Classification
Le nom valide complet (avec auteur) de ce taxon est Carollia Gray, 1838,.
Carollia a pour synonymes :
- Hemiderma Gervais, 1855
- Rhinops Gray, 1866

## Publication originale
- (en) John Edward Gray, « A revision of the genera of bats (Vespertilionidae), and the description of some new genera and species », Magazine of zoology and botany, vol. 2,‎ 1838, p. 483-505 (OCLC 1756457, lire en ligne).